# Slam (jeu télévisé)
Pour les articles homonymes, voir Slam.
 (avril 2021).
- Si vous ne connaissez pas le sujet, laissez ce bandeau (vous pouvez alors contacter les auteurs).
- Si vous supprimez le contenu mis en cause (vous pouvez préalablement contacter les auteurs),

argumentez précisément cette suppression dans la page de discussion
(un manque de référence n'est pas un argument ; une recherche réelle de référence doit avoir été effectuée, être formellement documentée).
 (juin 2016).
Si vous disposez d'ouvrages ou d'articles de référence ou si vous connaissez des sites web de qualité traitant du thème abordé ici, merci de compléter l'article en donnant les références utiles à sa vérifiabilité et en les liant à la section « Notes et références ».
Slam est un jeu télévisé français créé à l'été 2009 par Jean-Michel Salomon et produit par Effervescence (Simone Halberstadt Harari). Il est animé par Thierry Beccaro du 29 juin 2009 au 2 septembre 2009, par Cyril Féraud du 26 octobre 2009 au 8 septembre 2024 et par Théo Curin depuis le 9 septembre 2024.

## Historique et diffusion
Slam était diffusé sur France 2 du lundi au vendredi à 11 h du 29 juin 2009 au 2 septembre 2009. Présenté par Thierry Beccaro, il remplaçait Motus (émission du même animateur) pendant l'été.
Le 26 octobre 2009, Slam revient à l'antenne de France 3, une autre chaîne du groupe France Télévisions. Le jeu est diffusé du lundi au vendredi à 16 h 35 (16 h 55 pendant les vacances) et le samedi à 17 h et est présenté par Cyril Féraud, déjà présentateur du Loto sur France 2. Du lundi au vendredi, des candidats anonymes jouent alors que le samedi, jusqu'en avril 2011, c'étaient des célébrités qui jouaient pour une association. Puis au mois d'avril 2011, les émissions du samedi sont devenues des émissions normales, pour disparaître en juillet 2011 afin de laisser place au nouveau jeu de Cyril Féraud, Personne n'y avait pensé !.

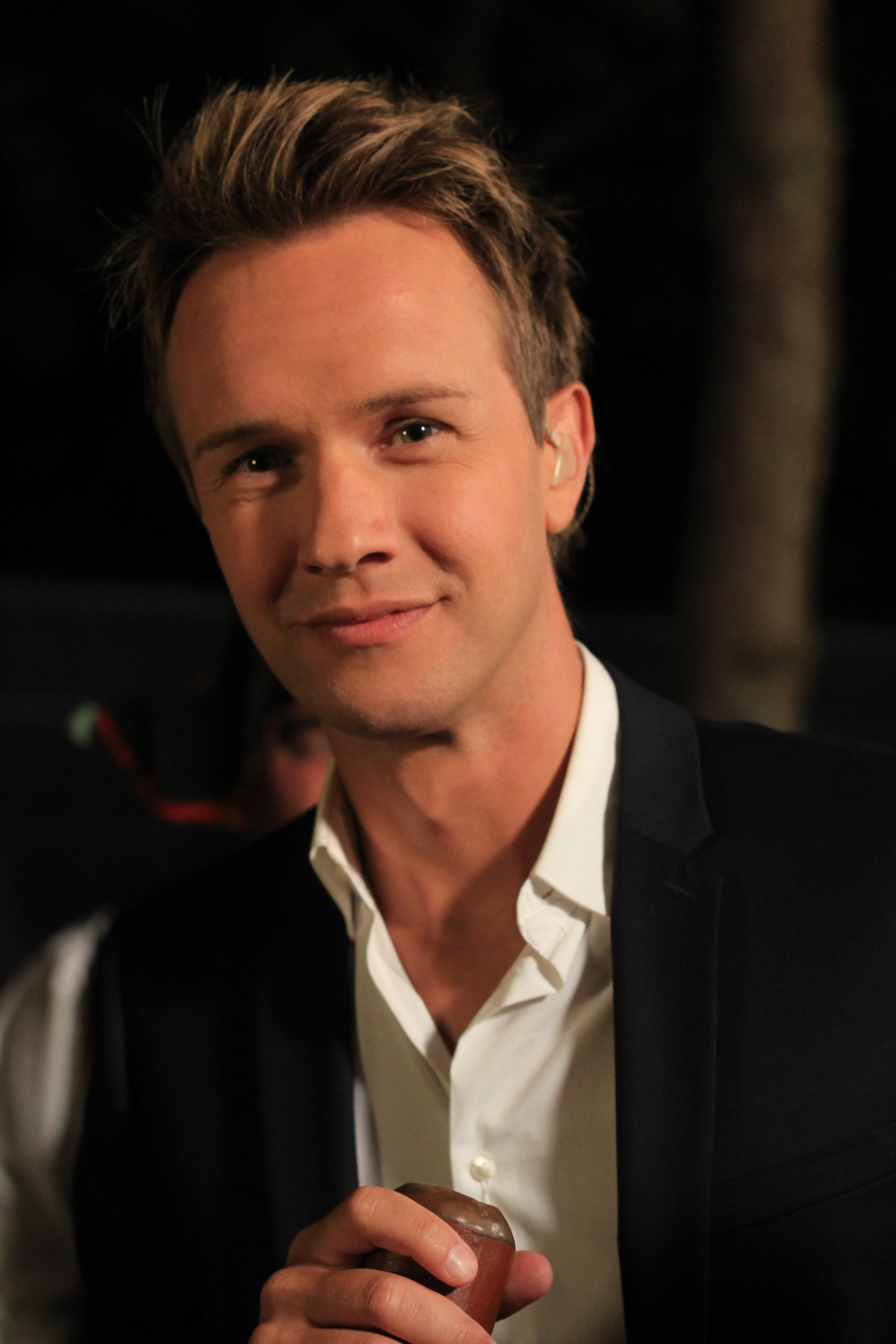
Cyril Féraud, présentateur de Slam du 26 octobre 2009 au 8 septembre 2024.

L'été 2012, le jeu est diffusé à 17 h 30, échangeant sa place avec Des chiffres et des lettres.
Le 29 avril 2013, à l'occasion de la 1000e émission, Slam se dote d'un nouveau générique et d'un nouvel habillage.
À l'été 2013, l'émission a aussi été diffusée le samedi. L'émission était alors diffusée toute la semaine du lundi au samedi.
À l'été 2014, l'émission a aussi été diffusée le dimanche, en faisant s'affronter des personnalités pour une association. L'émission était alors diffusée toute la semaine du lundi au dimanche.
Le 15 septembre 2017, dernière émission depuis l'ancien générique, l'ancien décor et l'ancien habillage de Slam. À la fin de l'émission, lors de la dernière avec l’ancien habillage de Slam, Samantha gagne 2 000 €.
Le 17 septembre 2017, J-1 avant l'arrivée du nouvel habillage de Slam, Le grand Slam se dote, en avant première d'un nouveau générique, un nouveau décor et d'un nouvel habillage. À partir du 18 septembre 2017, Slam se dote définitivement d'un nouveau générique, d'un nouveau décor et d'un nouvel habillage.
Les enregistrements ont lieu tous les mois, six fois par jour, du lundi au samedi, pour des diffusions dans les deux mois qui suivent.
Depuis le 25 janvier 2021, à la suite de l'arrêt de l'émission du même animateur Personne n'y avait pensé ! l'émission est désormais avancée à 17 h du lundi au vendredi et rediffusé sur TV5Monde.
À partir du 4 septembre 2023, le jeu est diffusé à 17 h 20.
Le 27 avril 2024, Cyril Féraud annonce au quotidien Le Parisien arrêter la présentation de Slam pour récupérer celle de Tout le monde veut prendre sa place le midi sur France 2 succédant à Jarry,. Il sera remplacé par Théo Curin à partir de la rentrée de septembre 2024.
À partir du 1er septembre 2025, le jeu est diffusé à 18 h (du lundi au vendredi), à la suite de l’arrêt de Questions pour un champion en semaine, et se voit retirer sa diffusion le week-end.

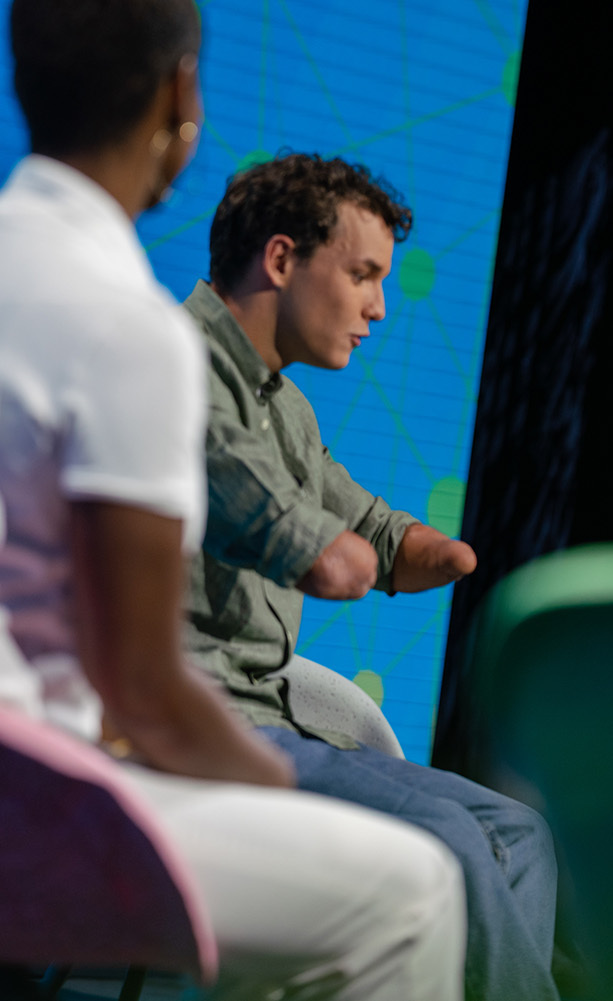
Théo Curin, animateur du jeu depuis le 9 septembre 2024.

## Déroulement
Trois candidats s'affrontent pour répondre à des questions ayant pour réponse des lettres de l'alphabet et doivent remplir une grille de mots fléchés correspondants aux définitions proposées.

### Manche 1
En manche 1, les trois candidats du jour doivent remplir une grille de 10 mots (anciennement 8 mots pour les célébrités).
L'animateur leur pose des questions ayant pour réponse des lettres de l'alphabet. Les candidats doivent appuyer sur un buzzer pour prendre la main et proposer leur réponse. En cas de mauvaise réponse, le candidat perd la main jusqu'à ce que l'un de ses adversaires se trompe ou donne la bonne réponse.
S'il a la bonne réponse, il gagne la main pour jouer avec la grille. Toutes les occurrences de la lettre-réponse dans la grille s'affichent alors. Le candidat choisit ensuite le mot avec lequel il veut jouer, sachant qu'il n'a le droit qu'aux mots incluant la lettre trouvée précédemment. L'animateur lui donne alors la définition du mot, et il a dix secondes pour répondre. En cas de réponse erronée ou d'absence de réponse, il ne marque pas et l'emplacement du mot s'affiche en argenté dans la grille (il est alors possible de reconnaître les mots déjà tentés dans la manche). S'il trouve le mot, celui-ci s'inscrit dans la grille, et il remporte des points, à raison d'un point par lettre dans le mot trouvé.
La manche se poursuit sur le même principe, avec une alternance de questions et de mots dans la grille.
Si la réponse à une question n'est pas trouvée, l'animateur révèle la lettre-réponse, mais celle-ci est alors perdue, et ne s'affichera pas dans la grille (sauf si un mot l'incluant est trouvé). Les candidats savent seulement qu'elle y est à coup sûr.
Si un candidat pense pouvoir remplir toute la grille, il a la possibilité de « slammer », en actionnant un bouton rouge sur son pupitre. Le Slam gèle alors le jeu en cours. Le candidat doit alors remplir la grille en entier, toutefois sans aucune définition donnée ou rappelée par l'animateur. Toute erreur est fatale. Il est conseillé de se rappeler des définitions déjà vues, des tentatives précédentes et des lettres déjà sorties pour réussir son Slam. En cas de réussite, le candidat remporte la totalité des points restants dans la grille. S'il échoue, ses adversaires remportent chacun la même valeur en points.
Les questions posées durant la manche ne révéleront pas toutes les lettres de la grille. Elles sont en nombre limité, et après la dernière question, un jingle se fait entendre. Seul un Slam permettra alors de terminer la grille. Soit un candidat prend le risque, soit la grille est abandonnée et corrigée.
À l'issue de la manche, les 2 candidats ayant eu le plus de points se qualifient pour la manche 2. Le dernier repart sans rien (il y a des exceptions). En cas d'égalité, c'est le premier joueur à avoir atteint son score final qui passe en manche 2.

### Manche 2
En manche 2, les deux candidats restants doivent remplir une grille de 12 mots.
Le principe est le même qu'en manche 1. Toutefois, plusieurs nouveaux aspects tactiques surviennent dans ce duel.
Par exemple, si un candidat se trompe ou ne répond pas à une question, l'adversaire a tout son temps pour réfléchir à la réponse. S'il n'a pas la réponse, il est aussi possible pour lui de bloquer son adversaire par tactique afin de l'empêcher de récolter des points.
Une fois la grille remplie, le candidat ayant eu le plus de points va en finale. Les mêmes règles que précédemment s'appliquent en cas d'égalité.

### Finale

#### Finale de France 2
Du 29 juin au 2 septembre 2009, la grille finale comportait 6 mots, ayant un même thème. Lorsque le candidat choisissait ses 5 chiffres sur les 8 numérotés de 1 à 8, il regardait la grille, puis avait 45 secondes pour la compléter. Le candidat ne savait son thème qu'au début des 45 secondes. L'échelle des gains était la même 100 € par mot trouvé, 1 000 € si la grille était complétée.

#### Finale de France 3
Depuis le 26 octobre 2009, le candidat doit choisir 5 chiffres sur les 8 proposés correspondant chacun à une lettre. Les lettres choisies s'affichent dans une grille de 7 mots, qui portent tous sur le même thème, révélé en amont en même temps que la grille au public et aux téléspectateurs. Le candidat ne connaît à l'avance ni le thème du jour, ni la grille, qu'il ne découvre qu'au dernier moment après avoir choisi ses numéros. Le candidat a ensuite 60 secondes (1 minute) pour la remplir, et gagne 100 € par mot découvert. S'il remplit l'intégralité de la grille, il remporte 2 000 € (1 000 € jusqu'au 13 février 2014).

### Gains
Le gain maximum est de 14 000 €.
| Victoires                | Gains            |
| ------------------------ | ---------------- |
| 1 victoire               | jusqu'à 2 000 €  |
| 2 victoires consécutives | jusqu'à 4 000 €  |
| 3 victoires consécutives | jusqu'à 6 000 €  |
| 4 victoires consécutives | jusqu'à 8 000 €  |
| 5 victoires consécutives | jusqu'à 10 000 € |
| 6 victoires consécutives | jusqu'à 12 000 € |
| 7 victoires consécutives | jusqu'à 14 000 € |

## Le Grand Slam
Du 1er mars 2015 au 25 août 2024 à 17 h 55, une version dominicale de l'émission, intitulée « Le Grand Slam », est diffusée. Celle-ci, d'une durée de 52 minutes, verra trois candidats (auparavant quatre jusqu'au 23 août 2015) ayant déjà participé à l'émission quotidienne, tenter de se qualifier et ainsi affronter le champion en lice, et remporter les 10 000 € mis en jeu.
Le jeu remplace Questions pour un super champion diffusé de 2006 à 2024, déplacé le samedi à la même heure.

## Trophée des Champions
Le Trophée des Champions réunit sous forme d'un tournoi d'anciens vainqueurs du Grand Slam. L'édition 2020 est remportée par Jarno.
L'édition 2021 est remportée par Cécile, qui réussit à remporter le gain maximal de 6 000 € en réussissant le slam final dans les trois émissions auxquelles elle participe (éliminatoires, demi-finale, finale).

## Participations pour un candidat
- Du 29 juin 2009 au 9 avril 2010, chaque candidat ne pouvait participer qu'à une seule émission. S'il parvenait à atteindre la finale, il pouvait gagner jusqu'à 1 000 €.

- Du 12 avril 2010 au 7 janvier 2011, le finaliste pouvait participer jusqu'à trois émissions. S'il atteignait trois fois la finale, il pouvait donc cumuler jusqu'à 3 000 € de gains.

- Du 10 Janvier 2011 au 15 Septembre 2024, le finaliste pouvait participer jusqu'à cinq émissions. S'il atteignait cinq fois la finale, il pouvait donc cumuler jusqu'à 5 000 € de gains, puis 10 000 € à partir du 14 février 2014.
- Depuis le 16 septembre 2024, le finaliste peut désormais participer jusqu'à sept émissions. S’il atteint sept fois la finale, il peut donc cumuler jusqu'à 14 000 € de gains.

## Slams records
Slam (quotidien) : 58 points pour neuf mots, par Albert lors de la première manche du 27 janvier 2023.
Le Grand Slam (hebdomadaire) : 59 points pour neuf mots, par Alexandre lors de la 2e manche du 6 octobre 2019.

## Identité visuelle

Premier logo de l'émission du 29 juin 2009 au 26 avril 2013.
Logo de slam du 29 avril 2013 au 15 septembre 2017.
Logo de Slam du 18 septembre 2017 au 15 septembre 2024.
Logo de Slam depuis le 16 septembre 2024.

## Audimat
Au fil des années, l'audience progresse, et dépasse désormais régulièrement le million de téléspectateurs et 14,5 % de part d'audience.
- Le 26 décembre 2013, le jeu Slam a attiré 1 956 000 téléspectateurs, soit 15,6 % de PDM. Il s'agit du record d'audience historique de l'émission en nombre de téléspectateurs depuis son lancement en 2009.

- Entre le 10 et le 14 août 2015, Slam bat son record historique (en part de marché) avec, en moyenne 1,3 million de Français toute la semaine et 16,4 % du public. France 3 a donc pris quatre fois la tête des audiences cette semaine-là[9].

- Le 21 décembre 2015, premier jour des vacances d'hiver, l'émission bat son record historique en nombre de téléspectateurs et en part d'audience, en réunissant plus d'1,9 million de téléspectateurs, soit 16,1 % de part d'audience.

## Versions étrangères
Le format de télévision entièrement créé en France a été exporté dans quatre pays dans le monde.
| Pays     | Nom de l'émission | Présentateur(s)                                   | Chaîne         | Première diffusion | Dernière diffusion |
| -------- | ----------------- | ------------------------------------------------- | -------------- | ------------------ | ------------------ |
| Turquie  | Kelime Çengeli    | Tuğrul Tülek (2013-2014) Recep Kaan Yilmaz (2014) | TRT Okul       | 26 juillet 2013    | 29 juillet 2014    |
| Slovénie | Vem!              | Saša Jerković Anže Zevnik Aljoša Ternovšek        | TV Slovenija 1 | 26 janvier 2015    | En cours           |
| Suisse   | Slam Suisse       | Mélanie Freymond                                  | RTS            | 21 décembre 2015   | 1er janvier 2016   |
| Grèce    | Slam              | Eleni Tsolaki                                     | Alpha TV       | 2 octobre 2017     | En cours           |

## Articles dérivés

### Jeu en ligne et mobile
Du 2 avril 2012 au 24 avril 2017, le jeu internet Slam est créé et est disponible sur le site de la chaîne France 3[réf. nécessaire].
Depuis le 13 mars 2014, l'application du jeu est disponible sur smartphone et tablette iOS et Androïd.

### Magazine officiel
Il existe un magazine tiré de l'émission, Slam Magazine (à ne pas confondre avec le magazine américain de basketball) qui contient des grilles de jeu ainsi que des informations sur les coulisses.

### Jeu de société
Un jeu de plateau est disponible depuis le 11 octobre 2018 aux Éditions First. Une nouvelle version est disponible depuis octobre 2019.
Cette même maison d’édition avait sorti en 2016 et en 2017 une boîte à fiches de l’émission.